# Mike Doss
Michael Allen Doss (24 de março de 1981 em Canton, Ohio) é um ex-jogador de futebol americano que atuava na posição de safety na National Football League.

## Carreira High School
Doss estudou na Canton McKinley High School em sua cidade natal onde jogou futebol americano na posição de running back, linebacker e safety. Ele terminou a escola com 1,454 jardas terrestres, 22 touchdowns, 111 tackles e três interceptações além de ter recebido um menção honrosa para o All-America do USA Today.

## College Football
Mike dos foi para a Ohio State University onde ele foi titular em 40 dos 50 jogos que participou e foi considerado 3 vezes All-Big Ten e 3 vezes All-America pela Sporting News. Doss terminou a faculdade com 331 tackles, 8 interceptações, oito fumbles forçados e 6 sacks. Com Doss como titular, Ohio State conseguiu chegar ao Fiesta Bowl contra a Universidade de Miami pela NCAA. Doss foi nomeado First Team All-America, uma vez Big Ten Defensive Player of the Year e duas vezes semifinalista para o Jim Thorpe Award ("melhor defensive back do College football").

## NFL

### Indianapolis Colts
Em 2003, Mike Doss foi selecionado na segunda rodada do Draft de 2003 da NFL como pick nº 58 pelo Indianapolis Colts. Em sua primeira temporada ele começou 10 partidas como Strong Safety e 6 como linebacker acumulando 101 tackles e 3 interceptações. Doss participou do time que conquistou o Super Bowl XLI para os Colts.
Em 2007, Doss foi dispensado pelos Colts.

### Minnesota Vikings
No dia 4 de abril de 2007, Doss assinou um contrato de 1 ano com o Minnesota Vikings onde ele atuou apenas em 8 jogos e fez 6 tackles.  

### Cincinnati Bengals
No dia 9 de dezembro de 2008, Doss foi para o Cincinnati Bengals depois de ser dispensado pelos Vikings. Porém ele foi liberado pelos Bengals em abril de 2009.

### UFL Orlando
Em 18 de junho de 2009, Doss foi draftado pelo Florida Tuskers, um time da United Football League. Anunciou sua aposentadoria no ano seguinte.

## Números e Honras
- 3× selecionado First-team All-Big Ten (2000–2002);
- 2× semifinalista para o Thorpe Award (2001–2002);
- Big Ten Defensive- jogador defensivo do ano (2002);
- Nomeado All-American (2002);

- Tackles: 261;
- Sacks: 1,0;
- Interceptações: 7;